# Megophryidae
Megophryidae är en familj av groddjur som ingår i ordningen stjärtlösa groddjur (Anura). Enligt Catalogue of Life omfattar familjen Megophryidae 136 arter. 
Familjens medlemmar förekommer från Pakistan och sydvästra Kina över Sydostasien till Filippinerna och Sundaöarna.
Släkten enligt Catalogue of Life, antalet arter enligt Amphibian Species of the World:
- Borneophrys, en art.
- Brachytarsophrys, 5 arter.
- Leptobrachella, 8 arter.
- Leptobrachium, 34 arter.
- Leptolalax, 43 arter.
- Megophrys, 57 arter.
- Ophryophryne, 5 arter.
- Oreolalax, 18 arter.
- Scutiger, 20 arter.
- Xenophrys, är enligt Amphibian Species of the World ett synonym till Megophrys.